# Арматура (строительство)

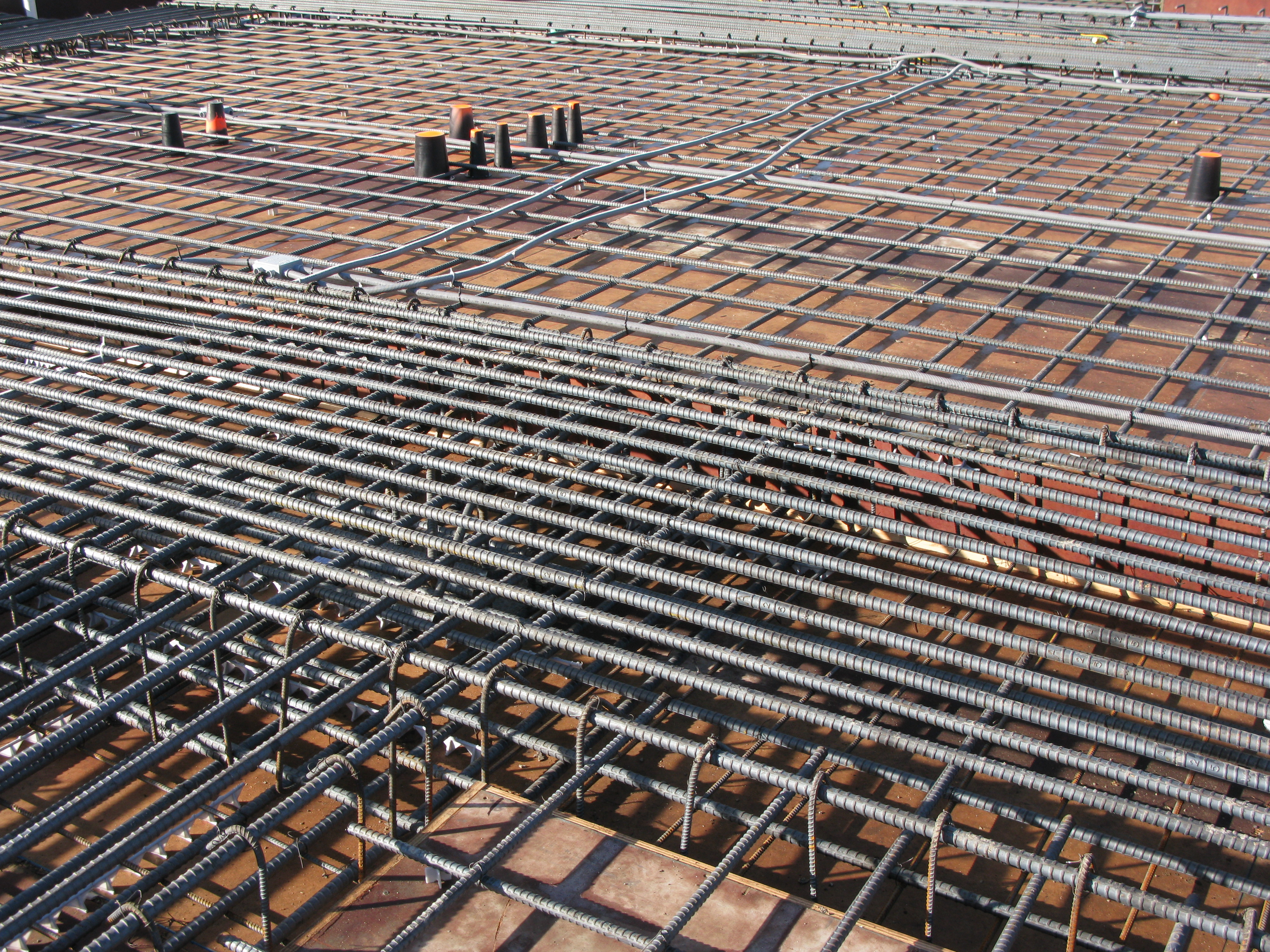
Арматурный каркас плиты перекрытия перед заливкой бетоном

Армату́ра — совокупность соединённых между собой элементов, которые при состыковке с бетоном в железобетонных сооружениях воспринимают растягивающие напряжения балки, а также могут использоваться для усиления бетона в сжатой зоне (колонны).
Элементы арматуры делятся на жёсткие (прокатные двутавры, швеллеры, уголки) и гибкие (отдельные стержни гладкого и периодического профиля, а также сварные или вязаные сетки и каркасы). Арматурные стержни могут быть стальными (сталь горячекатаная для армирования железобетонных конструкций), композитными, древесного происхождения (бамбуккар) и др.

## Общие характеристики

### Размеры арматуры
Арматура в зависимости от механических свойств согласно ГОСТ 5781-82 делится на классы: 
А-I (А240), 
А-II (А300), 
А-III (А400), 
А-IV (А600), 
А-V (А800), 
А-VI (А1000). 
Арматуру класса А-I (А240) делают гладкой, образцы остальных классов изготовляют с периодическим профилем.
Стандартные размеры согласно ГОСТ 34028-2016:
- Диаметр арматуры варьируется от 6 (мм) до 80 (мм).
- Площадь сечения варьируется от 0.283 (см²) до 50.27 (см²).

Арматура с периодическим профилем, предназначенная для армирования конструкций из железобетона, также бывает классов А500С и В500С. Параметры, характеристики, технология производства описаны в ГОСТ Р 52544-2006.
Стандартные размеры согласно ГОСТ 52544-2006:
- Диаметр арматуры варьируется от 4 (мм) до 40 (мм).
- Площадь сечения варьируется от 0.12 (см²) до 12.566 (см²).

Дополнительные требования к размерам:
- Наименьшая высота выступов рифления должна составлять от 0.065 части до 0.07 части номинального диаметра арматуры.
- Шаг рифления (расстояние между выступами) должен составлять от 0.51 части до 0.86 части номинального диаметра арматуры.

Арматура изготавливается в мотках разной длины либо в стержнях, длина которых составляет от 6 (м) до 12 (м).

### Масса арматуры
Масса арматуры зависит от её номинального диаметра и длины. При расчётах веса используют среднюю плотность стали, которая составляет 7850 (кг/м³).
Вес рассчитывается по формуле:
- m = pх V, где p — это средняя плотность стали, V — объём арматуры.

Объём арматуры рассчитывается по формуле:
- V = 3.14 хR2х h, где R — это радиус сечения, h — длина арматуры.

При номинальном диаметре профиля от 6 (мм) до 80 (мм) согласно ГОСТ 34028-2016 Архивная копия от 28 января 2021 на Wayback Machine масса одного метра арматуры составляет от 0.222 (кг) до 39.460 (кг). Предельные отклонения по массе арматурной стали должны варьироваться от +9 % до −7 %.

## Виды арматуры
Арматура различается по ряду признаков: по назначению, ориентации в конструкции, условиям применения, по виду материала, из которого арматура изготавливается. Также по сечению, разрушающей нагрузке и габаритам.

### По назначению
По назначению арматуру разделяют:
- рабочая арматура (сечение назначается по расчету, воспринимает усилия в элементах от основной нагрузки)
- конструктивная (распределительная) (сечение назначается по минимальному проценту армирования, воспринимает усадку/расширение, температуру воздействия, используется сортамент.)
- монтажная (устанавливается для объединения рабочей и конструктивной в сетки и каркасы)
- анкерная (закладные детали)

### По ориентации в конструкции
Классификация арматуры по ориентации:
- поперечная — арматура, которая препятствует образованию наклонных трещин от возникающих скалывающих напряжений вблизи опор и связывает бетон сжатой зоны с арматурой в растянутой зоне;
- продольная — арматура, которая воспринимает растягивающие или сжимающие напряжения и препятствует образованию вертикальных трещин в растянутой зоне конструкции.

### По условиям применения
По условиям применения бывает:
- напрягаемая арматура;
- ненапрягаемая арматура.

Напрягаемая арматура в предварительно напряжённых железобетонных конструкциях может быть только рабочей.

## Применение

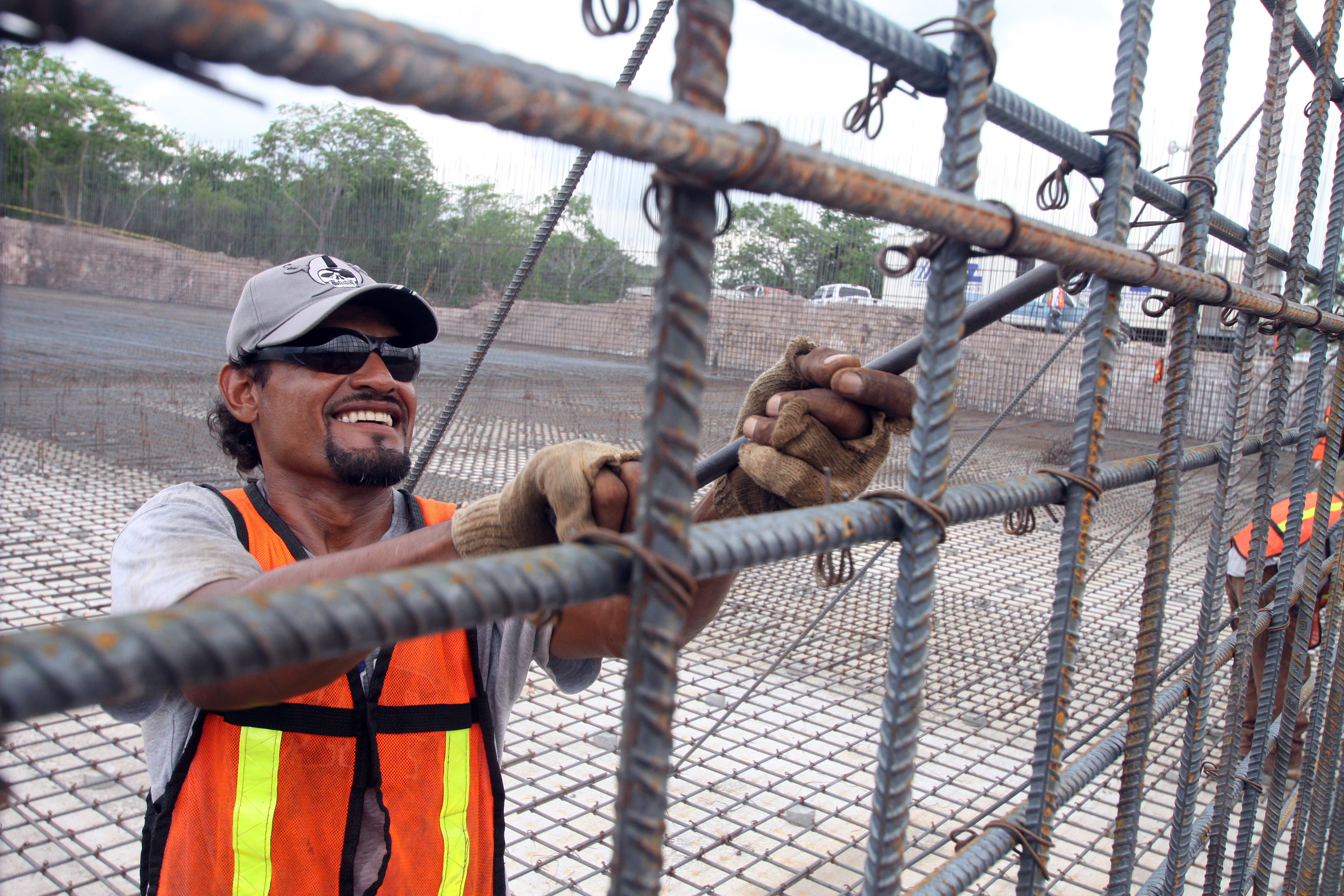
Сборка арматуры для водоочистной станции

Совместную работу арматуры и бетона обеспечивает сцепление их по поверхности контакта. Сцепление арматуры с бетоном зависит от прочности бетона, величины его усадки, возраста бетона и от формы сечения арматуры и вида её поверхности.
Возможны пять видов контакта арматуры с бетоном:
- соединения на связях сдвига;
- трение;
- сцепление (соединение с помощью бетонирования стального элемента арматуры);
- обжатие арматуры бетоном после его усадки;
- электрохимическое взаимодействие стальной арматуры и цементного раствора.

Если арматура была подвергнута предварительному натяжению, то её называют напрягаемой. Натяжение служит для увеличения прочности железобетонной конструкции путём предотвращения образования трещин, уменьшения прогибов и снижения собственной массы конструкции — поскольку по весу требуется значительно меньше арматуры.
В железобетонных изделиях, в основном, используются арматурные изделия, которые представляют собой соединённые между собой стержни арматурной стали. Основные способы соединения стержней — это электросварка, вязка проволокой. Вместо вязки проволокой используют специальные арматурные фиксаторы, изготовленные из пружинной стали. Газовая сварка, как правило, не применяется.
Основные виды арматурных изделий:
- плоские арматурные решётки (сетки);
- пространственные арматурные каркасы.

## Сцепление арматуры с бетоном
Надежное сцепление арматуры с бетоном создаётся тремя основными факторами:
1. сопротивлением бетона усилиям смятия и среза, обусловленным выступами и другими неровностями на поверхности арматуры, то есть механическим зацеплением арматуры за бетон
2. силами трения, возникающими на поверхности арматуры благодаря обжатию арматурных стержней бетоном при его усадке
3. склеиванием (адгезией) поверхности арматуры с бетоном благодаря вязкости коллоидной массы цементного теста

Наибольшее влияние на сцепление арматуры с бетоном оказывает первый фактор — он обеспечивает около 75 % от общей величины сцепления.
Существенное влияние на сцепление арматуры с бетоном оказывает седиментация твёрдых частиц и выжимание воды при твердении бетонной смеси. Это приводит, особенно в подвижных составах бетона, к тому, что сцепление арматуры с бетоном становится различным для стержней в направлении бетонирования и перпендикулярно ему в нижней или верхней частях сечения изделия, бетонируемого за один приём.

## Классификация арматуры
В зависимости от механических свойств и «узора» профиля подразделяется на классы АI (А240), АII (А300), АIII (А400), АIV (А600) и АV (А800) . Кроме того в последние годы получила широкое применения арматура А500С, не имеющая аналогов по ГОСТ 34028-2016 Архивная копия от 28 января 2021 на Wayback Machine, которая поэтому выпускаемая производителями по техническим условиям (ТУ) или СТО АСЧМ 7-93 — являющимся стандартом ассоциации предприятий по стандартизации продукции чёрной металлургии.

### Арматура А-I (А240)
Арматура А-I
(А240) — это горячекатаная круглая сталь гладкого профиля. Арматура класса А240 диаметром до 12 мм изготавливается в мотках и прутках, большие диаметры изготавливаются только в прутках. Для изготовления арматуры класса АI используют стали следующих марок: Ст3кп, Ст3пс, Ст3сп. Диаметр профиля арматурной стали класса АI (А240) изготавливается от 6 мм до 40 мм.

### Арматура АIII (А400)

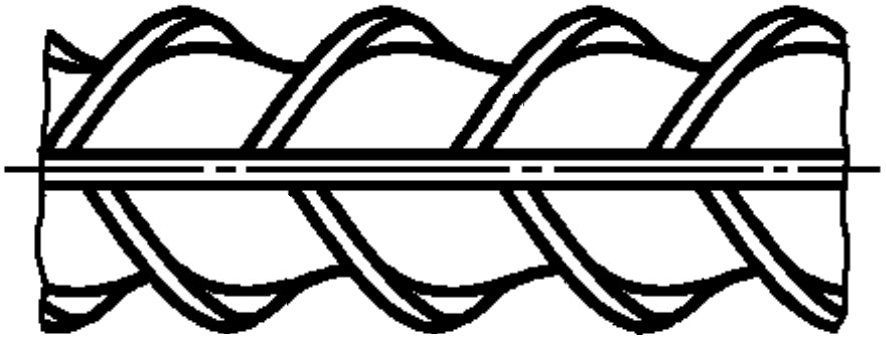
Профиль арматуры А-III (А400)

Арматура АIII (А400) представляет собой стальной профиль круглого сечения с рифлёной поверхностью. Профиль арматуры АIII (А400) представляет собой металлический стержень, на поверхности которого равномерно распределены поперечные выступы, размещённые под наклоном по отношению к продольной оси стержня.
Арматура AIII (А400) ГОСТ 5781-82 Архивная копия от 29 января 2021 на Wayback Machine, изготовленная из стали 35ГС, в СССР и до недавнего времени в РФ была основным видом арматуры для ЖБИ и при производстве работ методом монолитного железобетона. Арматура А3 предназначена для придания жёсткости и для обеспечения более высокой сцепки с бетоном, также для армирования дорожного покрытия.
Сталь 35ГС является конструктивной низколегированной сталью для сварных конструкций. Область применения стальной арматуры класса АIII (А400) 35ГС очень обширна. Высокое качество и распространённость допускают её применение во всех отраслях промышленности и строительства, если это заложено в проектной документации.
Производство и применение арматуры AIII (А400)
Арматура А3 изготовляется согласно ГОСТ 5781-82 Архивная копия от 29 января 2021 на Wayback Machine из конструкционной низколегированной стали марок: сталь 35ГС и сталь 25Г2С с добавлением легирующих элементов. В качестве легирующих элементов используется марганец и кремний. Применения этих сталей позволяет применять арматуру АIII 35ГС и арматуру АIII 25Г2С в ответственных элементах железобетонных конструкций (с некоторыми ограничениями), в том числе предварительно напряжённых, которые по общепринятым нормам являются ограниченно свариваемыми. Например для стали 35ГС согласно СНиП 2.03.01-84 запрещена дуговая сварка из-за снижения пластичности стали в местах сварки. Большинство разрушений железобетонных конструкций в процессе строительства происходит именно по причине дуговых прихваток арматурных стержней из стали 35ГС. Несмотря на высокую прочность сварных соединений этих сталей, выполненных контактной стыковой или другими видами сварки с большими тепловложениями, пластичность получаемых сварных соединений невысока, и они не выдерживают изгиба. Это вынуждает при строительстве зданий из монолитного железобетона с использованием арматуры класса А400 (А-III) из стали марки 35ГС полностью отказаться от сварки при выполнении арматурных работ и обеспечивать значительные запасы по сечению арматуры, так как есть опасность дуговых прихваток сваркой, так как постоянный надлежащий контроль за качеством арматуры и арматурных работ обеспечивать зачастую невозможно.
Арматура АIII 35ГС предназначена для придания жёсткости и обеспечения более высокой сцепки с бетоном в массивных конструкциях с большой толщиной защитного слоя бетона благодаря кольцевому профилю арматуры (рис.1) и её высокой анкерующей способности, а также для армирования дорожного покрытия и мостовых конструкций наряду с арматурной сталью 25Г2С.
Арматура АIII (А400) 25Г2С — стальной круглый профиль, имеющий рифлёную поверхность. Данная арматура выпускается диаметрами от 6 до 40 мм и мерной длиной 6 м или 11,7 м. Возможно производство в форме стержней и бухт — мотков(диаметр 6, 8 или 10 мм). Изготавливается путём вытяжки в холодном состоянии, приобретая тем самым дополнительную прочность. В отсутствие маркировочных надписей арматура 25Г2С должна быть окрашена на концах белой несмываемой краской.
За счёт большой концентрации легирующих элементов арматура AIII 25Г2С имеет особый химический состав, что придаёт ей улучшенные механические характеристики, высокую степень свариваемости. Арматура А3 25Г2С имеет специфическое рифление с выступами, идущими по винтовой линии с равными заходами по обеим сторонам, обеспечивает самую прочную сцепку с бетонными конструкциями. Все эти свойства обуславливают основную сферу применения арматуры 25Г2С: ответственное строительство несущих и вспомогательных конструкций и мостов с постоянной или переменной нагрузкой.

### Арматура (А500)
Арматура (А500) - представляет собой высокопрочный стальной пруток, который характеризуется высокой прочностью и сильным сопротивлением деформации. Изготавливается из углеродистой стали, которая содержит определенное количество легирующих элементов, таких как марганец, кремний и др., которые позволяют выдерживать большие нагрузки. Она широко используется в строительстве для укрепления бетонных конструкций, таких как фундаменты, стены, потолки и колонны. Что позволяет значительно повысить прочность и устойчивость бетонных конструкций к различным нагрузкам. Предел текучести равен 500 МПа, что гарантирует более высокую прочность и устойчивость к деформации. Кроме того, этот тип стального проката обладает повышенной устойчивостью к коррозии и другим внешним факторам, что делает его широко используемым в строительной отрасли.

### Арматура А500С

Рифление арматуры А500С ГОСТ Р 52544-2006

Арматура А500С — это класс горячекатаной термо-механически упрочнённой арматурной стали, изготавливаемой по СТО АСЧМ 7-93 или ГОСТ Р 52544-2006 Архивная копия от 28 января 2021 на Wayback Machine.
Первые пробные партии арматуры А500С были изготовлены на Западно-Сибирском комбинате в 1993 году, а уже в 1994 году на Белорусском металлургическом комбинате было запущено первое серийное производство, в том же году было запущено производство на комбинатах «Криворожсталь» и «Северсталь», а в 1995 году и на «Западно-Сибирском комбинате». Новая марка стали изготавливалась по СТО АСЧМ 7-93 (стандарт ассоциации предприятий и организаций по стандартизации продукции чёрной металлургии — «Черметстандарт») и не имела аналогов по ГОСТ 5781-82. По мере накопления положительного опыта арматура А500С стала применяться наряду и взамен арматуры класса А3 (А400).
В 2006 году появился государственный стандарт (ГОСТ Р 52544 Архивная копия от 28 января 2021 на Wayback Machine) на термомеханически упрочнённую арматурную сталь класса А500С (горячекатаную) и В500С (холоднокатаную), который внёс временный раскол в ряды производителей. Некоторые предприятия перестроили свои производства под более жёсткие требования ГОСТа, другие продолжали производить арматуру по СТО АСЧМ 7-93. С появлением ГОСТ 52544-2006 Архивная копия от 28 января 2021 на Wayback Machine отпала необходимость в стандарте АСЧМ так и в существовании самой Ассоциации «Чермтстандарт», которая прекратила своё существование 02.08.2016, продлив последний раз срок действия СТО АСЧМ 7-93 до 1.07.2016. Таким образом с 1 июля 2016 остался единственный нормативный документ, предусматривающий производство термомеханически-упрочнённой арматурной стали класса А500С.
Арматура А500С имеет ряд преимуществ перед арматурой А400
1. Арматура А500С изготавливается из дешёвой (по сравнению с арматурой А3) углеродистой стали без использования легирующих элементов, что позволило снизить стоимость такой арматуры.
2. За счёт термомеханического упрочнения арматура А500С имеет повышенный предел текучести не менее 500 Н/мм2, что увеличивает прочность и гибкость одновременно
3. В отличие от рифления арматуры А3 (А400), рифлёный профиль арматуры А500С не имеет точек пресечения продольных и поперечных рёбер, в которых могли бы образовываться усталостные трещины.
4. Арматура А500С обладает повышенной по сравнению с арматурой А3 (А400) свариваемостью, что позволяет использовать дуговую сварку.

Арматура А500С имеет химический состав, определяемый содержанием в стали углерода не более 0,22 % и углеродным эквивалентом не более 0,5 %.
Один из отрицательных моментов при переходе на всеобщее применение термомеханически упрочнённой арматурной стали в металлургии стало сворачивание производства горячекатаных арматурных сталей, необходимых для армирования железобетонных конструкций в сложных климатических и метеоусловиях условиях: например в мостостроении или в зонах крайнего севера.

### Арматура Ат800
Арматура Ат800 — это стальная горячекатаная рифлёная арматура, прошедшая после горячей прокатки на металлургическом стане термомеханическое упрочнение. Арматура класса Ат800 может изготавливаться как с гладкой, так и с рифлёной (арматура А3) поверхностью. При термомеханическом упрочнении арматуры применение прерывистого охлаждения вместо непрерывного позволяет повысить до 30 % пластические характеристики, усталостную прочность, коррозионную стойкость, сопротивляемость повторным нагревом при сохранении уровня прочности арматуры.